# Havana (Illinois)
Havana ist eine City im Bundesstaat Illinois in den Vereinigten Staaten und der Verwaltungssitz (County Seat) des Mason County. Die Einwohnerzahl lag bei 2.963 bei der Volkszählung 2020. Die Siedlung ist nach Havanna in Kuba benannt.

## Demografie
Nach einer Schätzung von 2019 leben in Havana 2987 Menschen. Die Bevölkerung teilte sich im selben Jahr auf in 96,8 % Weiße, 0,9 % Afroamerikaner und 1,1 % mit zwei oder mehr Ethnizitäten. Hispanics oder Latinos aller Ethnien machten 0,3 % der Bevölkerung aus. Das mittlere Haushaltseinkommen lag bei 42.442 US-Dollar und die Armutsquote bei 17,3 %.